# Еріх Штайнбрінк
Еріх Штайнбрінк (нім. Erich Steinbrinck; 28 травня 1881, Гамм — 31 травня 1916, Північне море) — німецький морський офіцер, капітан-лейтенант кайзерліхмаріне (16 жовтня 1909).

## Біографія
Сином таємного освітнього радника Карла Вільгельма Штайнбрінка (1852 — 1933) і його дружини Марти, уродженої Нордгаузен († 1922). Старший брат підводника Отто Штайнбрінка.
7 квітня 1900 року вступив на флот. Протягом наступних років пройшов стандартну підготовку морського офіцера. До вересня 1914 року передував в розпорядженні інспекції верфей Вільгельмсгафена. На початку Першої світової війни командував старим торпедним катером G113. З жовтня 1914 року — командир нового торпедного катера V28, з грудня 1914 року — V29. В перший день Ютландської битви 31 травня 1916 року катер затонув після торпедної атаки британського есмінця «Петард». 43 члени екіпажу загинули. Штайнбрінк вижив і був піднятий на борт великого торпедоносця SMS S35. Того ж дня корабель був потоплений і Штайнбрінк загинув.

## Вшанування пам'яті
В 1938 році на честь Штайнбрінка був названий есмінець Z15.